# Thyregod
Thyregod er en stationsby i Sydjylland med 1.349 indbyggere  (2024), beliggende 5 km vest for Vesterlund, 8 km nord for Give, 10 km sydøst for Brande, 10 km syd for Ejstrupholm, 10 km nordvest for Vonge og 34 km nordvest for Vejle. Byen hører til Vejle Kommune og er den nordligste i Region Syddanmark. Frem til kommunalreformen i 2007, lå Thyregod i Give Kommune.
Thyregod ligger ikke langt fra Gudenåens og Skjern Ås udspring i Tinnet Krat, samt Rørbæk Sø, som Skjern Å løber igennem.

## Sogn og kirke
Byen hører til Thyregod Sogn, som sammen med det tyndere befolkede Vester Sogn udgør ét pastorat. Også i andre sammenhænge betragtes de to sogne som et samlet lokalområde.
Thyregod Kirke ligger midt i byen. Den stammer fra 1100-tallet og ligger på en mindre bakke, så den knejser højt i terrænet når den betragtes fra de fladere områder mod vest. Landsbyen omkring kirken kendes siden 1300-tallet og havde i 1688 seks gårde.
I 1990 blev der bygget nyt graverhus ved Thyregod Kirke.

## Faciliteter
Thyregod Skole har 327 elever, fordelt på 0.-9. klassetrin. Plejecenter Sandbjerg har to huse med 24 boliger og et hus med 16 boliger, der er målrettet til midlertidigt ophold.
Der er oprettet et lokalråd, der fungerer som bindeled mellem Thyregod-Vester og Vejle Kommune. Det skal være uafhængigt af partipolitik. Dialogen finder både sted i konkrete sager og på de årlige møder om udviklingen i landdistrikterne.

### Bagerbutik med bageri
I perioden 1930-1960 gik bagerforretningen under navnet, "M.S. Jonassens Bagerforretning". Det var Magnus Svend Jonassen der købte Grundtvigs Plads 3, i 1928. Han drev den frem til 1960, hvor han døde og enken overtog. Hun overdrog den dog i samme måned som hun havde modtaget skødet, til sin søn, Svend Aage Jonassen. Han havde den frem til slutningen af 1970'erne, hvor Tage Jensen overtog forretningen. Tage drev den i flere år, indtil Tommy Pedersen siden overtog den.
Den 6.-7. august 1983 brændte Thyregod Bageri. Nedbrydningen blev ordnet af lokale, nemlig af nedbrydningsfirmaet, P. Olesen og Sønner. Genopbygningen havde murermester Skov Rathleff i hovedentreprise til 1,4 millioner kroner. Thyregod Bageri blev genopbygget som "Thyregod Bageri & Døgnkiosk".
Frem til sommeren 2019 var der et bageri med bagerbutik i byen, men den lukkede og en ny "klub" opblomstrede under navnet "Det Gamle Bageri, Klub i Thyregod". Hensigten var, at det skulle være samlingssted for byens og omegnens borgere. Den sidste bager i byen havde bagerbutik med bageri fra 2008-2019, hvor der blev leveret brød til mange kunder rundt i omegnen og i perioder, skolemad. Søren Lund havde overtaget forretningen i 2008, af Tommy Pedersen.

### Center Thyregod
En stadig vækst i byen gav mulighed for i 1938 at etablere et friluftsbad og to år senere en idrætsplads.
I 1965-66 ville sognerådet opføre en ekstra gymnastiksal til skolen, men sportsforeningen ønskede en rigtig idrætshal, og med stor lokal opbakning – også økonomisk – lykkedes det at opføre en hal, der blev indviet i maj 1968.
Ved siden af hallen lå friluftsbadet, som var nedslidt. Kommunen ville flytte det til den nye skole, men bestyrelserne for hallen og friluftsbadet, der havde sluttet sig sammen, ville bevare aktiviteterne samlet og desuden have en svømmehal. Igen blev der indsamlet penge og vist stor lokal opbakning, så friluftsbad og svømmehal kunne indvies i 1973. Siden 1973, har Thyregod Svømmeklub Midtjyden stået for svømmeundervisningen i Thyregod Svømmehal.
Det var dog upraktisk at hallen og svømmehallen med hhv. cafeteria og kiosk lå i to forskellige bygninger, så man ønskede at sammenbygge dem. Det var svært pga. væsentlig niveauforskel, men løsningen blev at opføre et badeland – et varmtvandsbassin til børn – mellem de to bygninger. Badelandet blev indviet i 1995, igen efter en blanding af lokal indsamling og kommunal støtte.
Thyregod Svømmehal består i dag af et 25-metersbassin, et subtropisk badeland med babybassin, børnebassin og en 42 meter lang vandrutsjebane. Hertil er der udendørs tennisbane, samt inden- og udendørs beachvolleybane, boldbaner og cafeteria.

### Plejehjem
Det kommunale plejehjem, "Hjemmet", Skolegade blev indviet i 1958, nedlagt i 2004 og af byens borgere ombygget til "Kursuscenter Thyregod I/S". Før "Hjemmet" åbnede i 1958, lå der i byen et andet plejehjem. Plejehjemmet "Elim" fungerede som plejehjem og siden alderdomshjem i Thyregod. "Elim" lå/ligger på Sdr. Stationsvej 2A.
Da det tidligere plejehjem kom til salg, øjnede bestyrelsen en chance for at skabe et kultur- og kursuscenter, der gennem sine aktiviteter kunne skabe en større omsætning til hallen, badelandet og svømmehallen. Center Thyregod blev en realitet, igen med opbakning fra både lokalsamfundet og kommunen. En ny konference- og festsal blev bygget til i 2008. Kursuscentret blev i 2011 forpagtet ud og drives nu som selvstændig virksomhed.

## Historie
Første led af byens navn kommer af tyr (okse), mens andet led er guth, hvilket på olddansk betyder "gud".

### Landsbyen
Allerede i 1800-tallet var Thyregod et lokalt centrum med kro, fattighus og veje i mange retninger. I 1879 beskrives byen således: "Tyregod med Kirke, Kro og Kjøbmandshandel". Der nævnes ingen skole, for den første skole blev flyttet til Enkelund omkring 1840 og først flyttet tilbage omkring 1880. Desuden har der været lokale skoler i Dørken, Svindbæk, Kokborg, Ålbæk, Sejrup og Vesterlund – de fleste blev nedlagt i 1960'erne.
Thyregod fik andelsmejeri i 1888, brugsforening i 1900 og teknisk skole i 1903. Omkring 1900 blev der oprettet en privatskole, der senere blev en del af det kommunale skolevæsen. I 1911 kom der elværk, året efter en skole, et kommunekontor og et afholds/missionshotel samt et vandværk i 1913. Også adskillige købmænd, bank og sparekasse etablerede sig i byen, og i 1958 var byen etableret med alderdomshjem og to plejehjem.
I 1906 beskrives byen således: "Tyregod (1291: Thiurguth, 1340: Thyrguth) med Skole, Sparekasse for T.-Vester S. (opr. 1868...Antal af Konti 436), Andelsmejeri, Købmandshdl. og Kro". Målebordsbladet fra 1900-tallet viser desuden et jordemoderhus.

### Thyregod Selskabslokaler
Før i tiden fandtes også Thyregod Afholdshotel, senere Thyregod Missionshotel, siden Thyregod Selskabslokaler og i dag er det renoveret og bygget til lejligheder, på Søndergade 14, 7323 Give. Thyregod Afholdshotel brændte i 1956 og blev da genopbygget som Thyregod Missionshotel.
Selskabslokalernes ubetingede storhedstid var fra, 1976-1998, hvor ægteparret Inger og Karl Henry Nielsen var drivkraften bag en stor lokal succes. Herefter drev Jette Karlskov lokalerne i 8 år, inden Boje Hermann i en periode tog over, inden han valgte at satse på sit spisested, Restaurant Aalbækken.
Midt i januar 2015, blev Thyregod Selskabslokaler sat på tvangsauktion. Det var Kjeld Tofte Thisgaard fra KTT Holding, der fik bygningen, og hensigten var at renovere den gamle erhvervsbygning og anlægge fire nye lejligheder, to på første sal og to i stuen. Tilbage i 2010, blev Selskabslokalerne solgt for 700.000 kroner, men denne gang i 2015, blev det solgt på tvang, for 100.000 kroner.

### Stationsbyen
Thyregod fik station på Give-Herning Jernbane, der blev åbnet i 1914. Baneplanerne satte yderligere gang i væksten med elværk i 1911, kommunekontor og tilbygning til kroen i 1912 samt vandværk i 1913. I 1914 blev der bygget en ny skole, og de to gamle blev nedlagt.
I 1929 blev Thyregod jernbaneknudepunkt, da Horsens-Tørring-banen blev forlænget hertil, men i 1962 blev Horsens Vestbaner nedlagt. DSB's regional-, InterCity- og lyntog standser stadig på Thyregod Station.

### Thyregod Skole
I 1941 blev der igen bygget ny skole, som skulle supplere den fra 1914. Den nye skole blev udvidet i 1963 og 1972, og 1914-skolen er blevet til ejerlejligheder. 1914-skolen var den største skole i sognet, da den blev samlingspunkt for de mange små skoler rundt om i sognet. Thyregod Skole lå først i Enkelund, men blev senere flyttet til Thyregod by.

### Thyregod Kro
I 1831, oprettede Johan Jakob Gotfredsen (født ca. 1790), Thyregod Kro. Sønnen, Christian Johansen (1818-1877) blev også kromand og specielt, gårdhandler. I år 1900 var kroejeren, A.C. Christensen. Han fik anlagt petroliumsgadelampe rundt om i byen. Gadebelysningen blev etableret af blikkenslager, Christen Pedersen. De blev i mange år passet af, Sivert Jensen (1832-1906).
I 1980'erne, var Jørgen Winckler (1920-1993), broder til Gustav Winckler, kroejer i Thyregod. Han spillede ofte for kroens gæster, tit sammen med Oskar Christiansen (1918-2000), som spillede både harmonika og el-orgel.
Thyregod Kro, virkede frem til midten 2000'erne, hvor den især havde sin storhedstid op gennem 1950'erne og senere i 1970'erne, hvor der bl.a. var danseundervisning, banko o.lign. Kroen blev da sat til salg og siden solgt i marts 2021, efter flere år, hvor den havde stået ubrugt. De nye ejere, albanerne længere nede af gaden, igangsatte straks en renovering, som de selv stod for og, inviterede til åbningsreception, lørdag den 18. december 2021. Pga. coronarestriktioner og en mindre nedlukning, blev receptionen aflyst.

### Thyregod Mølle[6]
Thyregod Mølle blev bygget i 1870 af Anders Christensen på matr. nr. 3F, Thyregod. Anders Christensen drev møllen med forpagtere, frem til 1904, hvor den blev solgt. Møllen blev solgt til A.P. Johs. Andersen, fra Mårslet. Det var bl.a. også ham som udstykkede mange af de grunde, der i dag ligger på højre side af Skolegade.
Forpagtere under Anders Christensens tid:
- 1870-1872, Hans Christian Nielsen (kom fra Herning Mølle).
- 1872-1874, Johannes Nielsen (kom fra Vester Mølle).
- 1874-, Henrik Christian Raahn (kom fra Alsted Mølle).
- Niels Peter Nielsen (født i Tilst i 1858).
- -1904, Christen Andersen.
- 1904-1912, Anders Peter Johan Andersen. Købte i 1912, Bækkekildegård i Dørken.

Møllen blev i 1912 solgt, og følgende ejere drev møllen:
- 1912, solgt til Lambert Christensen.
- 1918, solgt til Jens Chr. Nielsen Skovsbøl, fra Vester.
- 1928, sønnen, Kasper Skovsbøl overtog møllen.
- 1961, solgt til Hans Rasmussen, som lagde den sammen med hovedparcellen, matr. nr. 3 a. (Mølleriet var i 1961, for længst lukket).

I 1931 mistede møllen vingerne i en julestorm, men da var mølleriet allerede flyttet til Møllehuset, hvor der var indlagt motor. Møllehuset ligger i dag på, Thyregodvej 40, 7323 Give.

## Kendte personer
- N.F.S. Grundtvig (1783-1872), salmedigter – opvokset i Thyregod fra han var 9 til han var 15 år, konfirmeret i Thyregod Kirke 15. april 1798
- Ove Pedersen (1954), fodboldtræner
- Kristian Thulesen Dahl (1969), tidligere leder af Dansk Folkeparti
- Ida Jessen (1964), dansk forfatterinde.
- C.A. Thyregod (1822-1898), forfatter og digter.
- Kaj Aagaard (1958), skuespiller.

- Den sydøstlige ende af Borgergade med det grønne anlæg nord for kirkegården hvor C.A. Thyregods mindesten står